# Kazuo Inamori
Kazuo Inamori (稲盛和夫 Inamori Kazuo?) (Kagoshima, 30 de enero de 1932-Fushimi-ku, 24 de agosto de 2022), fue un empresario japonés, fundador de las corporaciones Kyocera y KDDI, así como de la Fundación Inamori.

## Biografía
Kazuo Inamori nace en 1932 en la ciudad de Kagoshima, ubicada al sur de la isla Kyushu. En su infancia contrae tuberculosis y durante su convalecencia se acerca a la religión a través de la literatura. Desde pequeño se interesa también en la ciencia y la ingeniería, atraído por las máquinas en la imprenta donde su padre laboraba. Durante la Segunda Guerra Mundial, su casa es destruida por bombardeos y Kazuo Inamori empieza a trabajar para contribuir al sostén económico de la familia de 7 hijos.
En la escuela, demuestra sus aptitudes en física y matemáticas y más tarde ingresa a la Universidad de Kagoshima de donde se gradua en química orgánica. En 1955 recibió doctorados de honor de varias universidades en los Estados Unidos, el Reino Unido y Japón.[cita requerida]
Una vez terminados sus estudios, es contratado por Industrias Shofu de Kioto en el desarrollo de materiales. En estos laboratorios logra sintetizar forsterita por primera vez en el Japón, para la fabricación de aislantes de ondas de radiofrecuencia. Tras su paso por la compañía, decide iniciar su propia empresa.
En 1959, a la edad de 27 y contando con un financiamiento de 3 millones de yenes funda Kyoto Ceramic (conocida más tarde como Kyocera Corporation), junto a 7 de sus antiguos colaboradores de Industrias Shofu. La nueva empresa se especializa en la producción de materiales cerámicos. Pese a haber ganado un contrato un contrato con Matsushita Electronics Industries (la futura Panasonic), Kyoto Ceramic tiene dificultades para conseguir clientes en Japón e Inamura decide abrir su empresa al mercado estadounidense.
En los siguientes años, la compañía logra concretar tratos con Fairchild Semiconductors e IBM lo cual la posiciona dentro de la industria de los semiconductores en Estados Unidos. La compañía de Inamura también diversifica su producción, incluyendo la fabricación de paneles fotovoltaicos, herramientas de corte y biocerámicas. Más tarde, tras la adquisición de otras compañías, Kyocera expandirá su negocio a la producción de productos electrónicos y de comunicación.
En 1984, fundó la DDI Corporation (Daini-Denden Inc.), una empresa de telecomunicaciones creada por Inamura luego de que dicho sector fuera desregulado ese año en el país. En el 2000, DDI fue fusionado con las empresas KDD e IDO, formando así KDDI. En 2019, KDDI fue la segunda red de telecomunicaciones de Japón por número de usuarios.
A solicitud del gobierno japonés, en 2010 asume la dirección de la aerolínea Japan Airlines cuando esta estaba en bancarrota. Aquí, Kazuo Inamori pone a prueba su sistema de gestión "Ameba", también empleado en sus otras compañías, que consiste en un método de organización basado en pequeños grupos de trabajo. Bajo el mando de Inamori, hubo fuertes recortes de personal. La empresa sanó sus finanzas y volvió a cotizar en la Bolsa de Tokio en 2012.
Usando sus propios recursos[cita requerida], estableció la Fundación Inamori en 1984. Una gran donación de la institución,[cita requerida] va directo a los fondos del los Premios Kyoto, que distinguen a personajes destacados en los campos de la tecnología avanzada, las ciencias básicas, las artes y la filosofía.
También fundó el Centro internacional Inamori para la ética y la excelencia, en la Universidad Case Western Reserve.
Ha sido ordenado como monje budista.
Según la revista Forbes, en 2017 su fortuna ascendía a 740 millones de dólares.
Hoy en día, Kyocera se ha convertido en un conglomerado multinacional de alta tecnología, empleando a más de 30.000 personas y produciendo una amplia variedad de productos desde teléfonos celulares hasta cámaras[cita requerida]
Como visionario empresarial, sus compromisos incluyen la innovación tecnológica y social, solucionando urgentes problemas mundiales.

## Otros títulos
Además de su puesto como director honorario en Kyocera, Kazuo Inamori es miembro de varias academias científicas en el mundo, de entre las cuales destacan: la Real Academia de Ingeniería de Suecia (miembro extranjero, 1984); la Sociedad americana de cerámica (miembro vitalicio, 1999); y la Academia Nacional de Ingeniería de Estados-Unidos (asociado, 2000).
Asimismo, ha sido cónsul honorario de la República del Paraguay, asesor económico para el gobierno municipal de Tianjin y director honorario de la Cámara de comercio y la industria de Kioto.

## Premios
- 2011: Medalla de oro Othmer de la Chemical Heritage Foundation[7]

## Publicaciones
- Inamuri, Kazuo,  McGraw-Hill Inc., ed., A Passion for Success: Practical, Inspirational, and Spiritual Insight from Japan's Leading Entrepreneur, New York.
- Inamuri, Kazuo,  Kodansha International, ed., For People-And for Profit: A Business Philosophy for the 21st Century.
- Inamuri, Kazuo,  McGraw-Hill Inc., ed., A Compass to Fulfillment: Passion and Spirituality in Life and Business, New York.